# 소요단풍제
소요단풍제는 경기도 동두천시에서 매년 10월 말에 개최하는 축전이다.